# Ṯ
T z makronem dolnym (wielka litera: Ṯ; mała litera: ṯ) – litera diakrytyzowana alfabetu łacińskiego pochodząca od litery t powstała przez dodanie makronu dolnego.

## Zastosowanie
Litera jest używana między innymi w języku pitjantjatjara, saanicz oraz do transliteracji w systemie ISO 233 arabskiej litery Ṯāʾ (ث).

## Kodowanie komputerowe
W unikodzie t z makronem dolnym jest kodowana:
| Znak | Unicode | Nazwa unikodowa                        | Nazwa polska                   |
| ---- | ------- | -------------------------------------- | ------------------------------ |
| Ṯ    | U+1E6E  | LATIN CAPITAL LETTER T WITH LINE BELOW | Wielka litera t z linią u dołu |
| ṯ    | U+1E6F  | LATIN SMALL LETTER T WITH LINE BELOW   | Mała litera t z linią u dołu   |